# Jana Štvrtecká
Jana Štvrtecká (* 19. září 1971 Valtice), provdaná Kaločová, rozená Uhrová, je česká herečka a pedagožka, od roku 1994 členka souboru Národního divadla Brno.

## Život
Pochází z Lanžhota. V roce 1994 vystudovala činoherní herectví na Divadelní fakultě Janáčkovy akademie múzických umění (JAMU) v Brně. Již během prvního ročníku alternovala v Zemském divadle v Brně (nynější Národní divadlo Brno) v režii svého ateliérového vedoucího z fakulty Zdeňka Kaloče roli Julie v Romeovi a Julii. V brněnském Národním divadle začala pravidelně hrát v roce 1993, roku 1994 zde získala angažmá, a v tamní činohře působí doposud.
Ve filmu a televizi se objevuje jen ojediněle. Představila se ve filmu Největší dar (2022), hrála epizodní role v seriálech Četnické humoresky, Okno do hřbitova, Znamení koně a Labyrint, četla komentáře pro pořad Autosalon. Ve větší míře se věnuje práci pro rozhlas, četbě audioknih a dabingu. K jejím spjatým herečkám v dabingové práci patří Alicia Vikander, Jennifer Lopez, Catherine Bell či Christine Neubauer. Dále namluvila například Donnu D'Errico v seriálu Pobřežní hlídka, Alyson Hannigan v obou dabinzích seriálu Buffy, přemožitelka upírů či Rheu Harder v seriálu Policie Hamburk. V roce 2016 získala Cenu Františka Filipovského za nejlepší ženský herecký výkon v dabingu, a to za roli Vandy (Emmanuelle Seigner) ve filmu Venuše v kožichu.
Na Divadelní fakultě JAMU vede kabinet jevištní mluvy a vyučuje zejména předměty související s mluvou herců a hereckou interpretací textu (jevištní mluva, technika mluveného projevu, herectví na mikrofon, aj.).
Syn Martin A. Štvrtecký je spisovatel. Jejím manželem je herec a režisér David Kaloč.